# Kuo Chui
 (septembre 2019).
Kuo Chui, aussi connu sous le nom de Philip Kwok, né le 21 octobre 1951 à Taipei, est un acteur et chorégraphe d’arts martiaux taïwanais s’étant illustré dans le cinéma honkongais à la fin des années 1970 et au cours des années 1980 et 1990.
Né en 1945, il est remarqué au milieu des années 1970 par le cinéaste Chang Cheh lors de son séjour à Taiwan où il tourne plusieurs films.
Kuo suit Chang à son retour à Hong Kong en 1976 et poursuit sa carrière au sein de la Shaw Brothers, au sein d’un groupe d’artistes martiaux informellement baptisé en anglais « the Venom Mob », du nom d’un film qui les a popularisés.
Il a notamment chorégraphié les scènes de combat du film français Le pacte des loups. 

## Filmographie lacunaire
- 1974 : Les frères Dynamite (en) (Dynamite Brothers) d'Al Adamson : un homme de main
- 1976 : Le Bras armé de Wang Yu contre la guillotine volante
- 1976 : Le Tigre tend le poing (en) (Tiger & Crane Fists)
- 1978 : 5 Venins mortels (en) (Five Deadly Venoms)
- 1978 : Life Gamble : Qiu Zi-yu dit Mains-de-fée, un habile forgeron
- 1978 : Les Combats musclés du kung-fu (en) (Shaolin Daredevils) : Liang Kuo-jen, un saltimbanque violent
- 1987 : Histoire de fantômes chinois (direction des combats)
- 1987 : Seven Warriors (en)
- 1992 : À toute épreuve (film, 1992) (direction des combats et acteur)
- 1992 : La Mariée aux cheveux blancs (direction des combats)
- 1994 : Treasure Hunt
- 1997 : Demain ne meurt jamais : Général Chang
- 2004 : The Eye 2 : le moine